# Chapelle Saint-Orthaire d'Étavaux
La chapelle Saint-Orthaire d'Étavaux est une chapelle catholique située à Saint-André-sur-Orne, en France.

## Localisation
La chapelle est située dans le département français du Calvados, sur l'ancienne commune d'Étavaux, actuelle commune de Saint-André-sur-Orne.

## Historique
La chapelle, dédiée à Ortaire de Landelles, du VIe, est datée du XIIe et XIIIe.
Le saint auquel est dédié l'édifice est un saint guérisseur populaire en Normandie, s'occupant des maux liés aux rhumatismes et aux maladies cutanées. Une fête populaire se déroulant au mois de mai à la chapelle pour fêter le saint est rapportée en 1883.
L'édifice est inscrit au titre des monuments historiques depuis le 21 juin 1927.

## Description
La chapelle est bâtie en pierre de Caen. La porte latérale possède des chevrons en forme de losanges. On trouve un cadran canonial sur le mur sud de la chapelle.

## Galerie

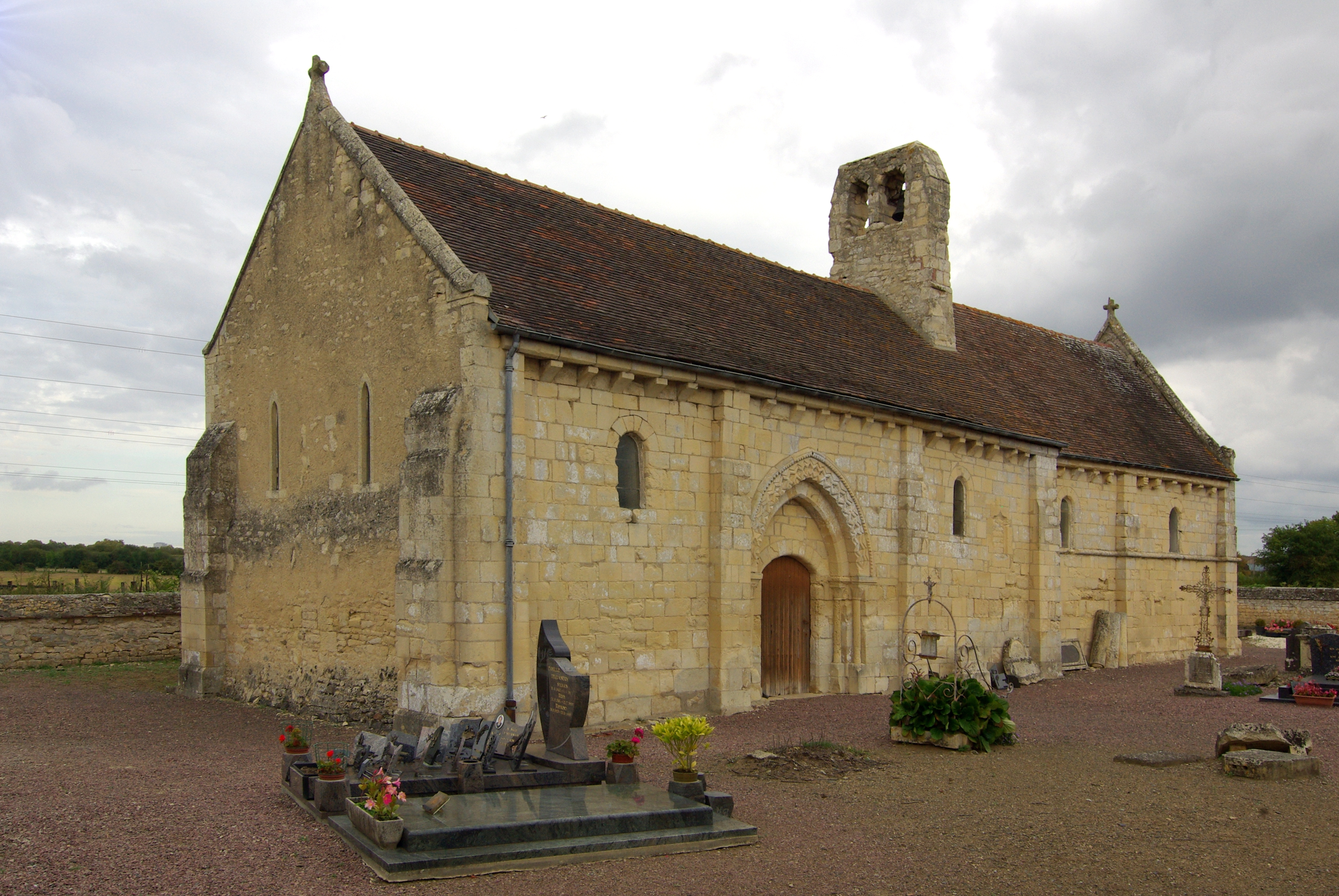
Vue extérieure
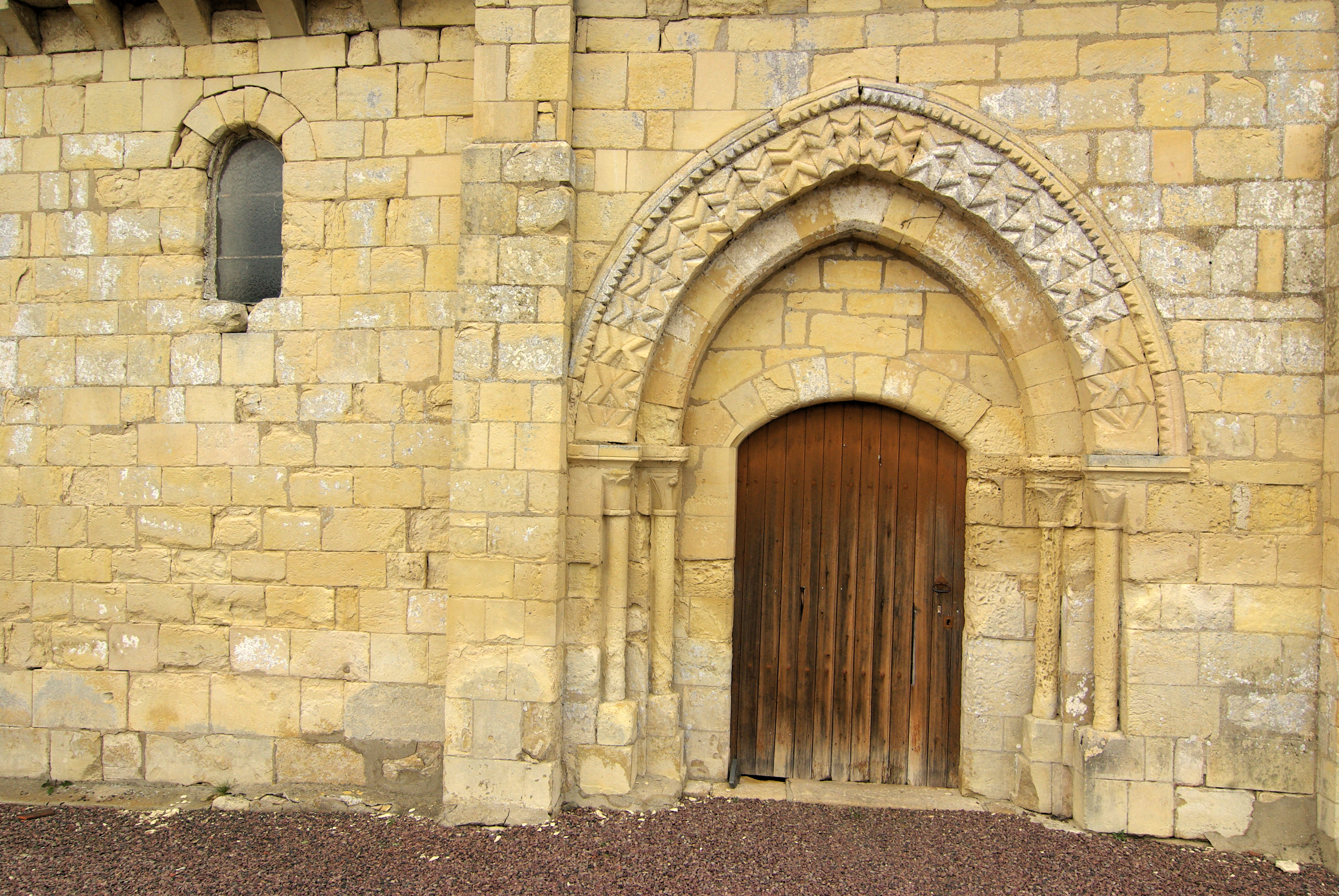
Porte de la chapelle
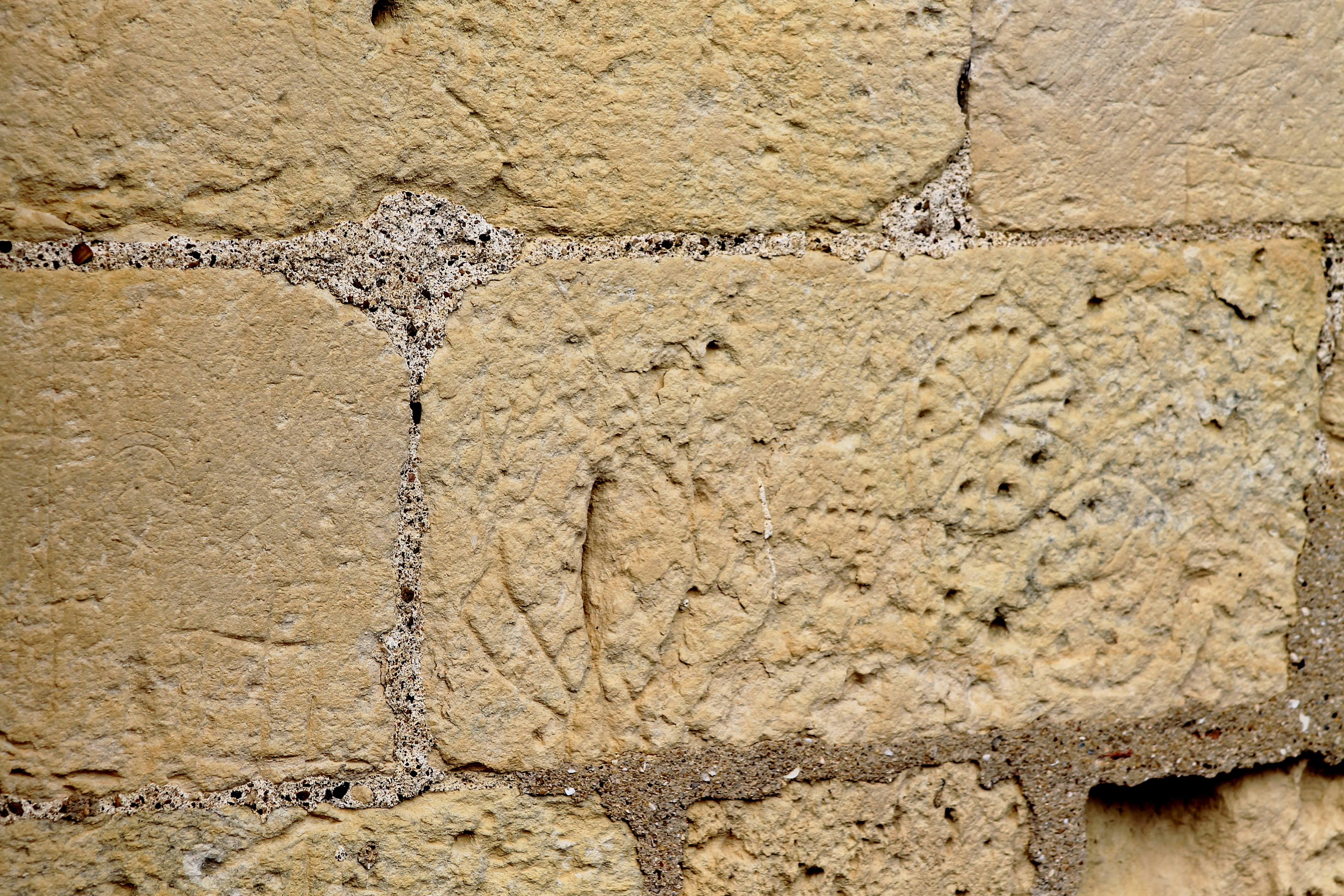
Graffitis
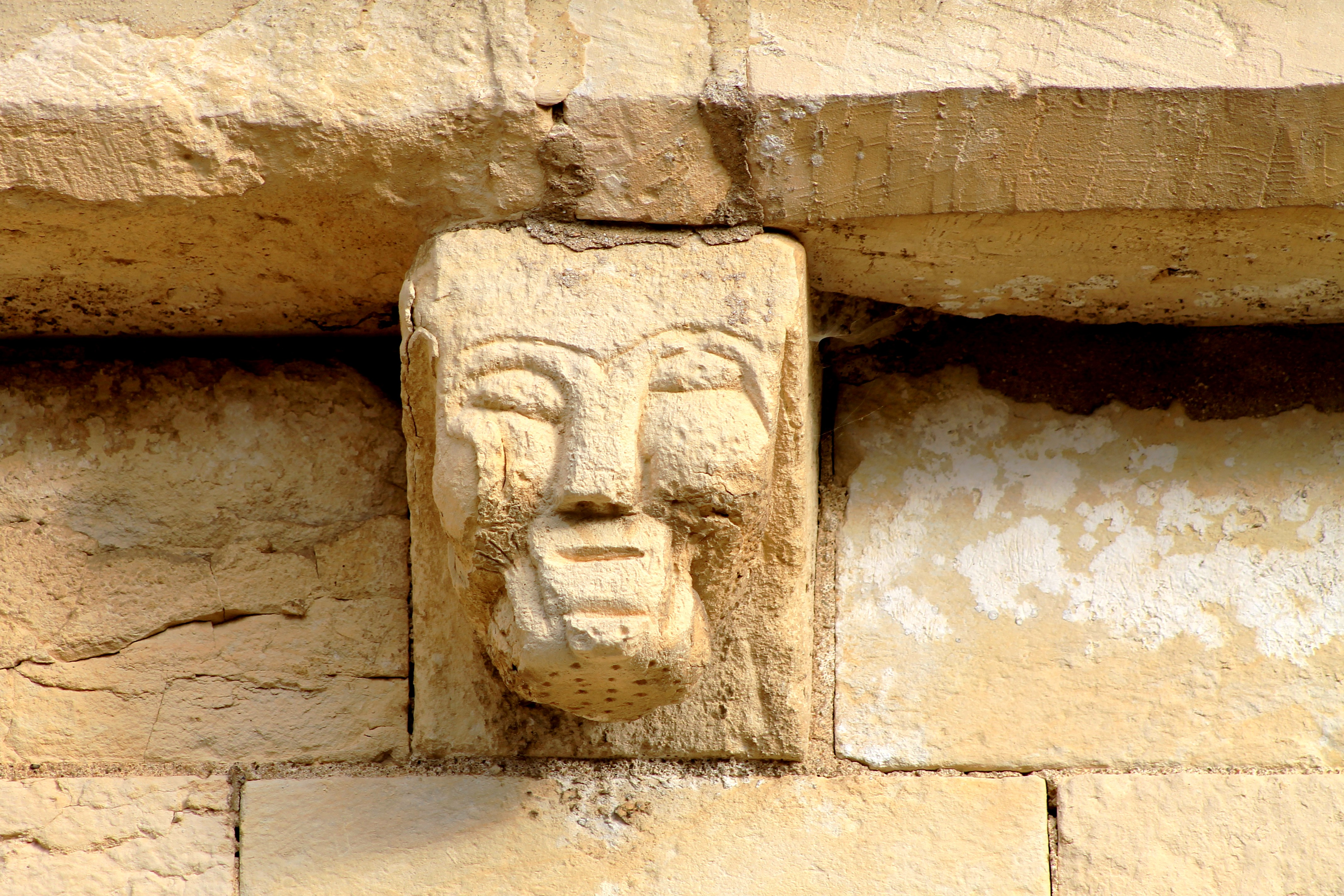
Modillon de la chapelle
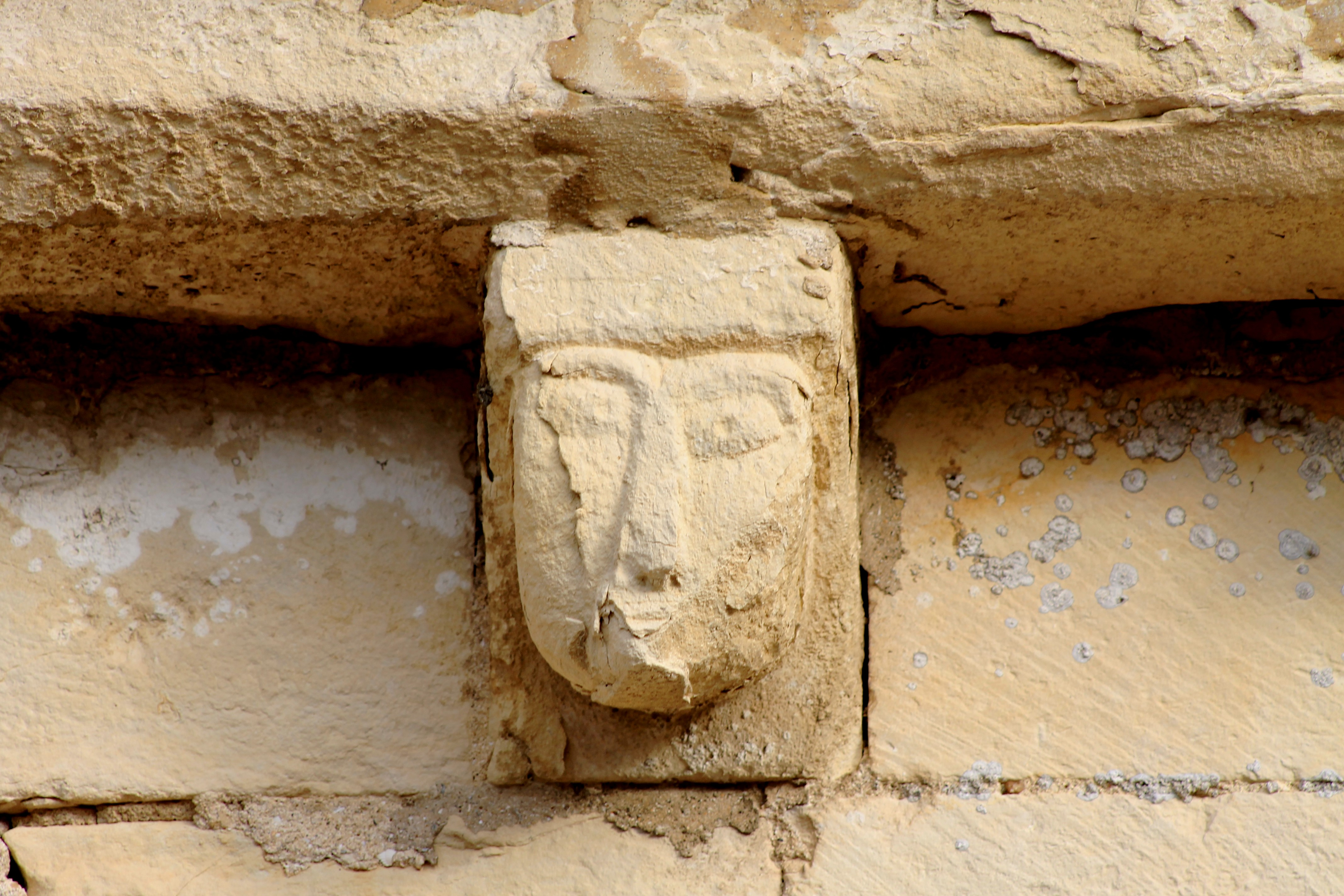
Modillon de la chapelle